# Annuaire de l'École pratique des hautes études, section des sciences religieuses
L'Annuaire de l'École pratique des hautes études, section des sciences religieuses est une revue scientifique éditée par l'EPHE depuis 1892.
Publiée annuellement, la revue regroupe principalement les comptes rendus des conférences des enseignants-chercheurs de la section des sciences religieuses.
L'Annuaire de l'École pratique des hautes études, section des sciences religieuses est disponible en accès libre sur le portail OpenEdition Journals.